# Lomé
Lomé je hlavní město Toga. Nalézá se na pobřeží Guinejského zálivu v jižní části země, při hranici se sousední Ghanou. Kromě svojí správní funkce plní rovněž roli dopravního uzlu. V roce 2023 mělo 2 188 376 obyvatel. Je hlavním městem přímořského regionu Toga a finančním centrem země i svého regionu.

## Název
Název města pochází z ewejského slova Alotimé, který znamená pod stromy Alo a označuje les, který zde kdysi stál.

## Přírodní poměry
Vzhledem ke své poloze má Lomé klima odpovídající tropické savaně. Město má poměrně nízké množství srážek (od 800 do 900 mm ročně) a průměrně prší 59 dní v roce. Počet slunečných dní zde činí 2330 ročně, což je méně než např. v malijském Bamaku, ale v případě Lomé je za toto zodpovědný výskyt mlhy. Průměrná roční teplota činí 26,9 stupňů Celsia, v průběhu měsíce dochází k menším výkyvům co se průměrné teploty týče. Nejteplejším měsícem je březen, kdy průměrná teplota dosahuje v poledne 32 °C.
Předpokládá se, že v souvislosti s klimatickými změnami dojde do roku 2050 k změnám, díky nimž bude město mít klima, které odpovídá spíše městu Managua v Nikaragui. Průměrná roční teplota by se zde měla zvýšit o jeden stupeň. Vzrůst hladiny moře by zde rovněž mohl způsobit dramatické škody.
Střed města a několik jeho částí oddělují od zbytku předměstí Toga jezera, která vznikla úpravou původních lagun (Lac Ouest a Lac Est).

## Historie

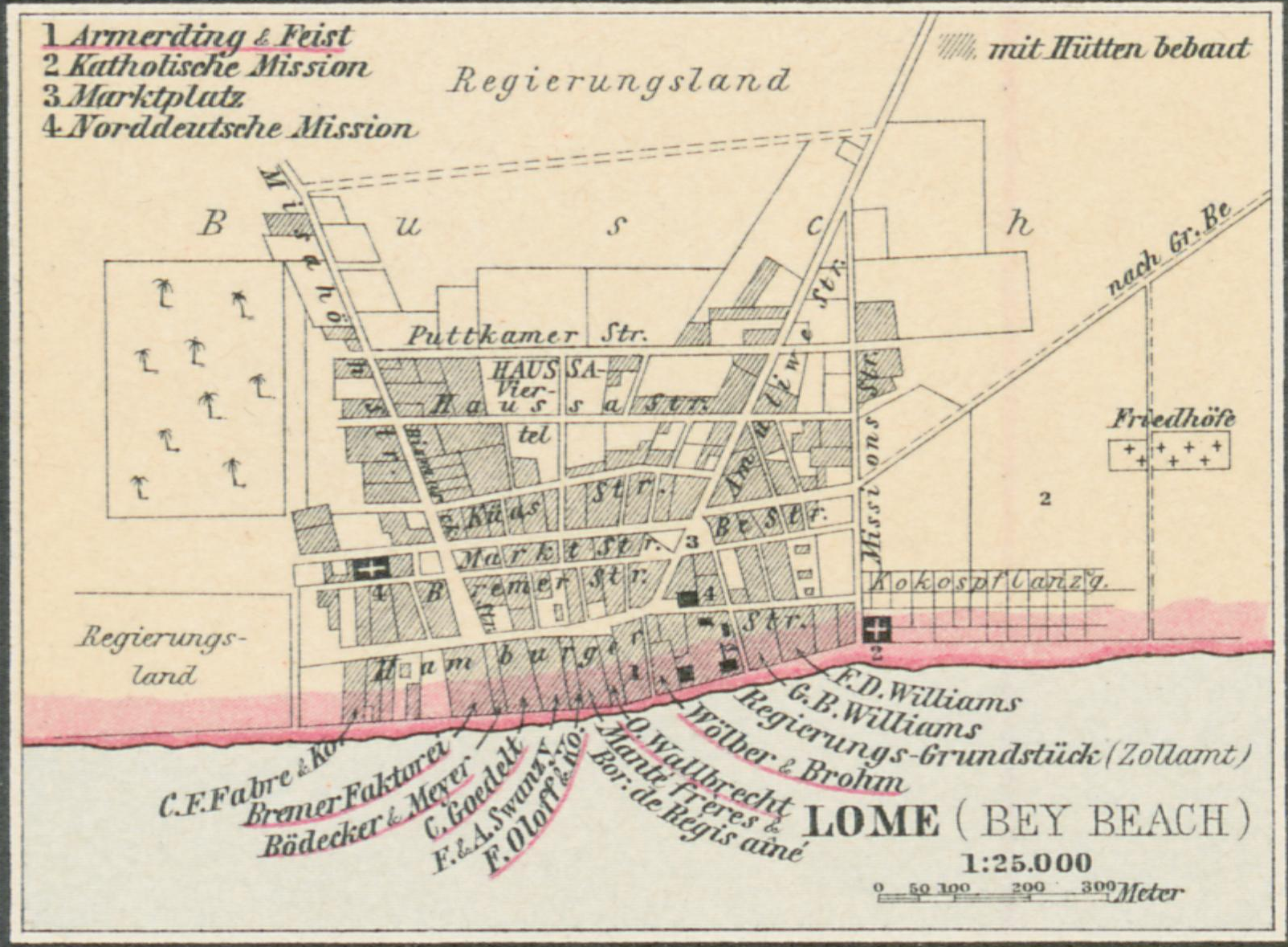
Lomé během německé koloniální správy.

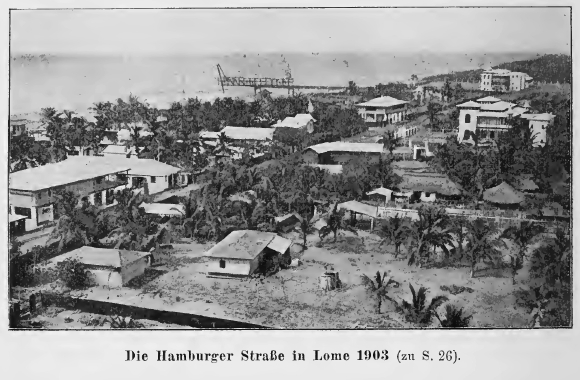
Lomé v roce 1903.

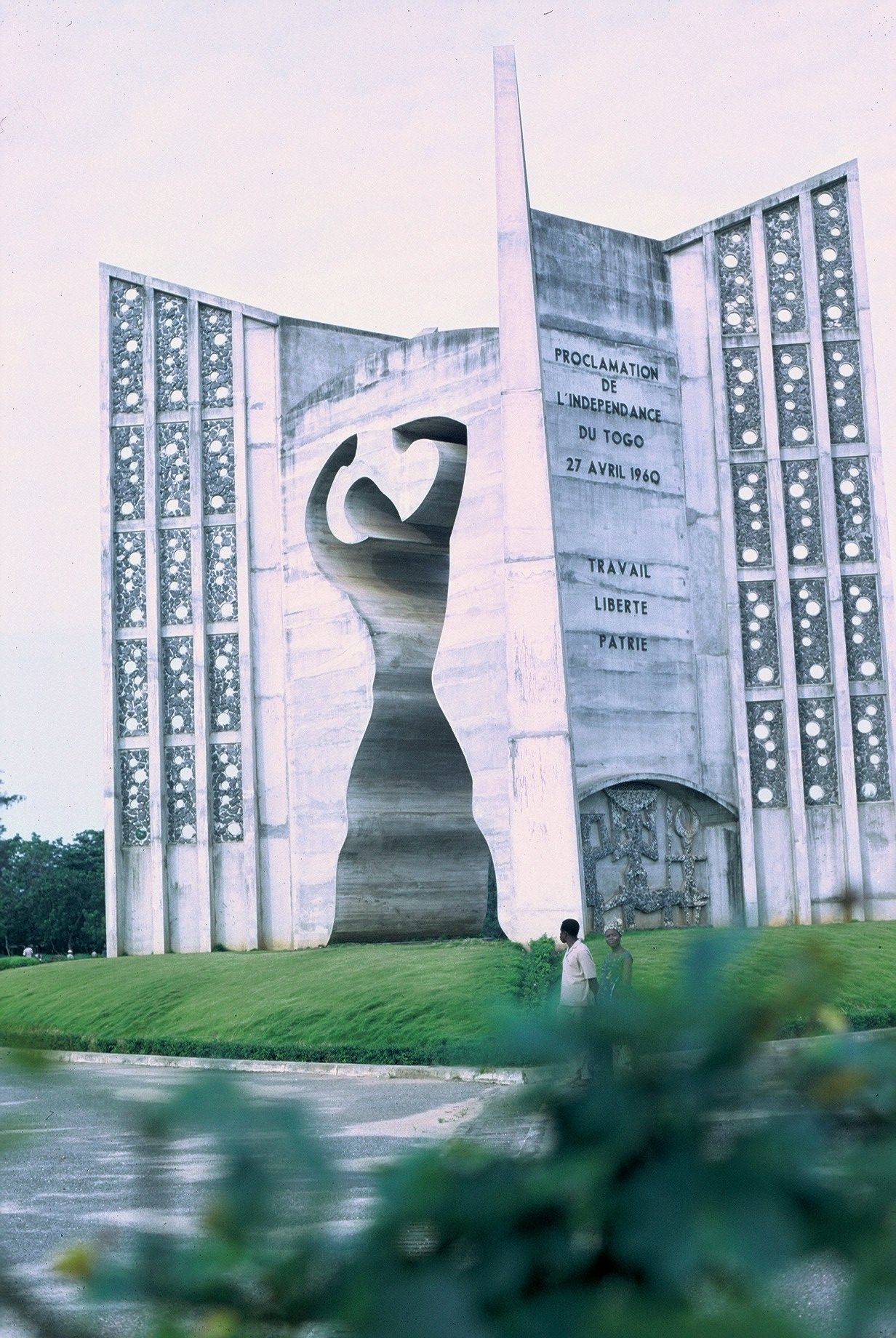
Památník nezávislosti v roce 1968.

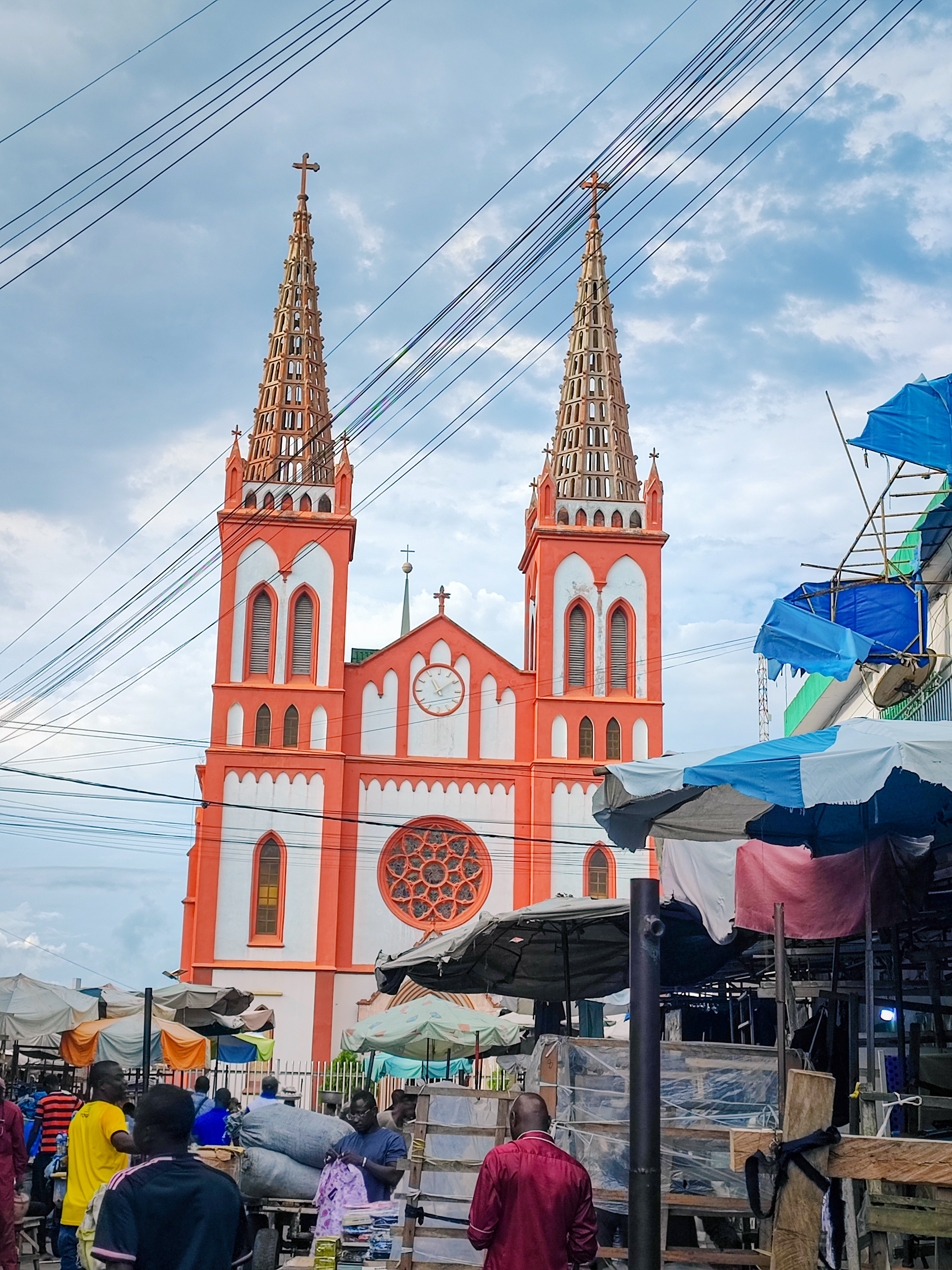
Katedrála Nejsvětějšího srdce Ježíšova.

### 19. století
Původní osadu, kterou založil kmen Ewe, rozšířili němečtí, britští a ostatní afričtí obchodníci do podoby malého města. Původní vesnice se v roce 1882 s příchodem bratrů Chica a Octaviana Olympiových a obchodní společnosti bratrů Swanzových začalo měnit do podoby moderního sídla. Na mapách bylo zaznamenáno jen pod anglickým názvem Bay Beach.
Obchod však nepodléhal clům, což umožňovalo jeho rychlý rozvoj a dráždilo nedaleké přístavy, které byly pod správou Velké Británie. Proto bylo požádáno o mezinárodní ochranu a tu udělilo v 80. letech 19. století Německo.

### Lomé jako koloniální metropole
Svůj status hlavního města získalo v roce 1897, kdy bylo Togo německou kolonií s názvem Togoland. Lomé se stalo hlavním městem, neboť německý guvernér rozhodl o přesídlení svého sídla z nedalekého Anécha. Díky své pozici na pobřeží a obchodu s vnitrozemím se však začalo již na počátku 20. století rozšiřovat. V této době zde žilo jen 3000 obyvatel, z toho evropského původu bylo jen několik desítek osob. V letech 1899/1900 zde vznikla budova poštovního úřadu a o několik let později i přístav. Jen do roku 1910 byly z Lomé zbudovány tři železniční trati, a to do Ané, Kpalimé a Atakpamé.
Ve starém městě se dodnes nacházejí budovy z německého koloniálního období Toga, jako je Guvernérův palác a novogotická katedrála.
Růst města znamenal i příchod více Evropanů, kteří vytlačili africké obchodníky, využívající polohy Toga již od jejího vzniku. 
Po první světové válce převzala Togoland Společnost národů. Území bylo z větší části dáno Francii a v menší míře Velké Británii jako mandátní území. Zatímco britská část Toga dnes patří Ghaně, nezávislá Republika Togo (od roku 1960) odpovídá francouzskému mandátnímu území. Nová hranice vznikla v samotné blízkosti města, jen několik kilometrů od něj západním směrem. 
Francouzi nechali zrekonstruovat původní německé koloniální stavby, zavedli do Lomé také elektrickou energii (v roce 1926) a vodovodní síť (v roce 1940). Nízké daňové zatížení umožnilo další rozvoj přístavního města. Slibný směr ale přerušila velká recese v roce 1929. Některé investice byly přehodnoceny, např. další železniční trať, která měla vést z Lomé na sever Toga, byla ukončena ve městě Blitta v centrální části země. Docházelo k řadě nepokojů, které byly vyvolány nejen složitými vztahy mezi původním obyvatelstvem a Evropany, ale také kvůli záměrům zvyšovat daně. Francouzská koloniální správa viděla tento útok spíše jako pokus o pro-britský převrat, než jako ekonomickou otázku.

### Lomé jako hlavní město nezávislého Toga
Okolo roku 1930 zde žilo patnáct tisíc lidí, za dvacet let se počet obyvatel zdvojnásobil. V roce 1960, kdy se Togo stalo nezávislou zemí, zde žilo již 80 tisíc lidí a o deset let později byl domovem pro dvě stě tisíc obyvatel. Nové úřady nezávislého státu vznikly v čtvrti známé jako Správní centrum, která vyrostla západně od nejstarší části Lomé. Nové památníky (např. nezávislosti země, hotely a budovy doplnil i hlavní fotbalový stadion města. Zde vyrostlo i Národní muzeum v modernistickém architektonickém stylu. Vyasfaltovány byly silnice a upraven střed města; prostředky poskytl rozvíjející se průmysl vývozu fosfátových hnojiv. Rozšířen byl místní přístav; západoněmecká investice byla vé své době největší v Africe. Díky tomu bylo možné vyvážet až 400 000 tun zboží ročně; předpokládáno bylo i další rozšiřování.
Dramatický a živelný růst metropole Toga má za cenu devastaci životního prostředí, která vede k častým erozím a povodním. Probíhá úsilí o zlepšení příslušné infrastruktury a omezení dopadů na životní prostředí, ale značné problémy přetrvávají po desetiletí. Časté zde bylo také v 60. a 70. letech 20. století pašeráctví, a to z Lomé po moři na území sousední nedaleké Ghany.
Dne 28. května 1975 zde byla podepsána smlouva mezi Evropským hospodářským společenstvím a 46 státy skupiny AKT.
Infrastruktura se rozvíjela v souvislosti s růstem počtu obyvatel Lomé zcela nepřiměřeným způsobem. Do roku 1997 byla zcela zastavena železniční doprava (vinou zastarání a nedostatku údržby).[zdroj?] Obnova železniční sítě byla následně zahájena a roku 2014 bylo dáno za pomoci zahraničních investorů nové železniční nádraží. Trať do města Cotonou byla zprovozněna v roce 2024.
V roce 1998 bylo domovem pro ani ne čtyřista padesát tisíc obyvatel a roku 2003 žilo v Lomé 750 tisíc lidí. Město se rozrůstá do všech stran a pohlcuje okolní sídla. S nedalekým městem Aflao vytvořilo jedno rozsáhlé souměstí, i přes to, že jej odděluje státní hranice. Počet jejího překračování je značný a stejně tak i výměna zboží.

### 21. století
Roku 1999 zde byla uzavřena mírová dohoda, která ukončila občanskou válku v nedaleké Sieře Leoně. Zemí však od 90. let a i v prvních dekádách 21. století často zmítají protivládní protesty.
V roce 2007 bylo zrušeno mezinárodní embargo, které otevřelo pro Togo možnosti více investovat do chřadnoucí a chabé infrastruktury. V roce 2010 byla zbudována nová tepelná elektrárna za pomoci amerického investora, která zlepšila situaci v zásobování energií města.
V závěru druhé poloviny 2. dekády 21. století bylo modernizováno nábřeží i střed města s cílem přilákat do Lomé více návštěvníků a zvýšit kvalitu života v metropoli.

## Obyvatelstvo

### Struktura obyvatelstva
Od roku 1950 do roku 2017 se počet obyvatel zvýšil z 33 000 na 1,7 milionu. Pro rok 2050 se předpokládá, že bude mít Lomé pět milionů obyvatel. Vývoj počtu obyvatel byl následující:
| 1900 | 2 000     |
| 1950 | 33 000    |
| 1960 | 95 000    |
| 1970 | 192 000   |
| 1980 | 344 000   |
| 1990 | 619 000   |
| 2000 | 1 023 000 |
| 2010 | 1 466 000 |
| 2017 | 1 708 000 |

Z národnostního hlediska jsou zastoupena různá etnika, nejvíce potom etnikum Ewe, Mina a Ouatchi.

### Náboženský život
Většina obyvatel Lomé se hlásí ke křesťanství. Zastoupeny jsou různé církve, včetně římskokatolické. V Lomé se rovněž nacházi i menší počet mešit, které slouží místní muslimské komunitě, která se hlásí především k sunnitské větvi uvedeného náboženství. Zastoupena jsou i tradišní africká náboženství; ve městě se nachází posvátný les a tržnice s fetiši.

## Obecní správa a politika
Město je rozděleno na 5 okresů a ty se dál dělí na 69 obvodů.
Oblast, která tvoří město Lomé, sahá až k hranici s Ghanou na jihozápadě a směrem k Davié, přičemž se na severu téměř dotýká sousedního města Tsévié. Nové čtvrti vznikají velmi rychle, což dokazuje míru rozrůstání města a jeho populace. Typická je okolní sídelní kaše i nuzné čtvrti.

### Ostatní instituce
Jako hlavní město má Lomé značné množství různých budov velvyslanectví. Své diplomatické úřady zde mají například Francie, USA, Nigérie, Ghana, Burkina Faso, Benin a Čínská lidová republika. Zastoupeny jsou i mezinárodní organizace, kterými jsou například Výbor pro rybolov v Guinejském zálivu (GPGC) a Hospodářské společenství západoafrických států (ECOWAS).

## Hospodářství

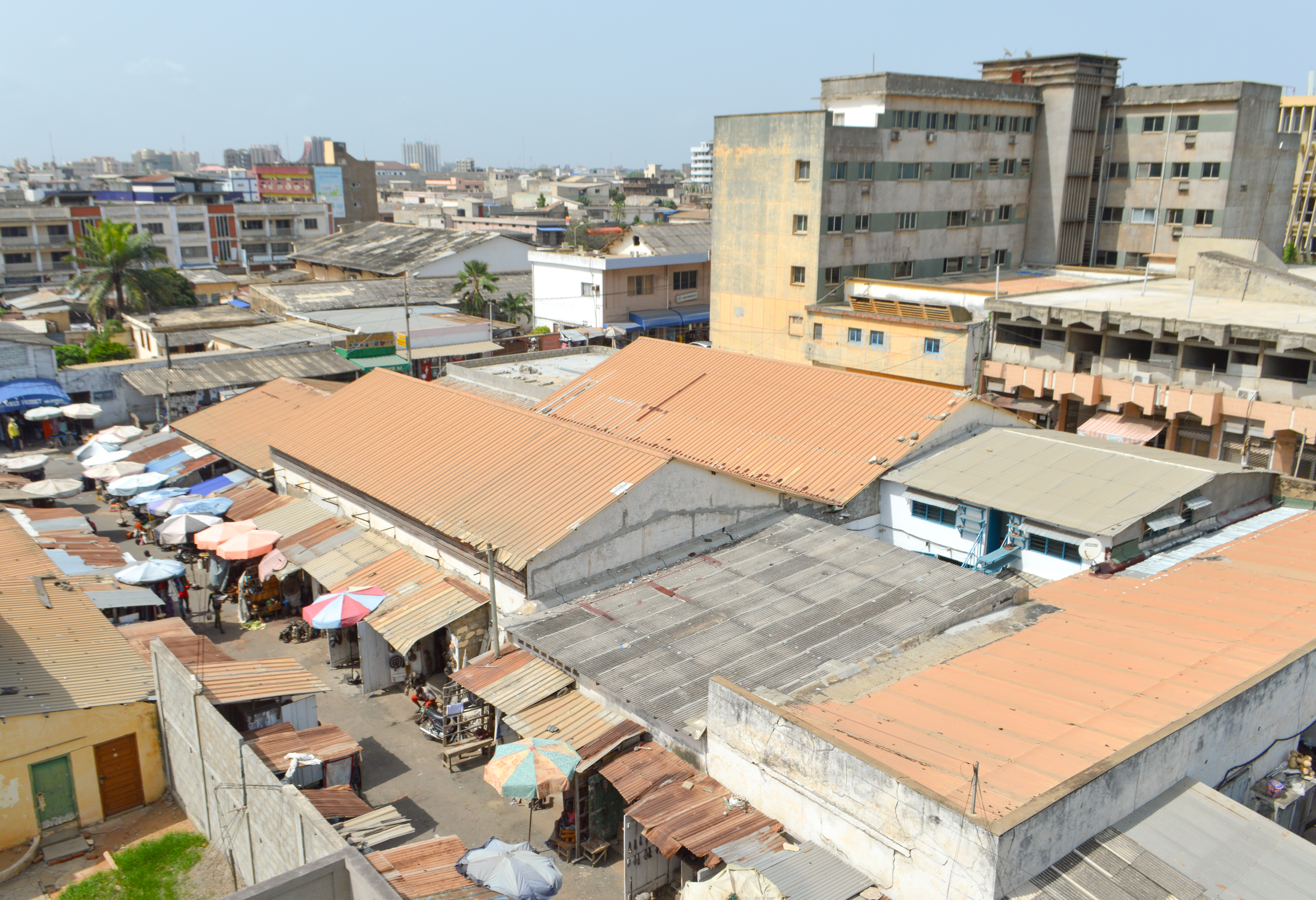
Střed města.

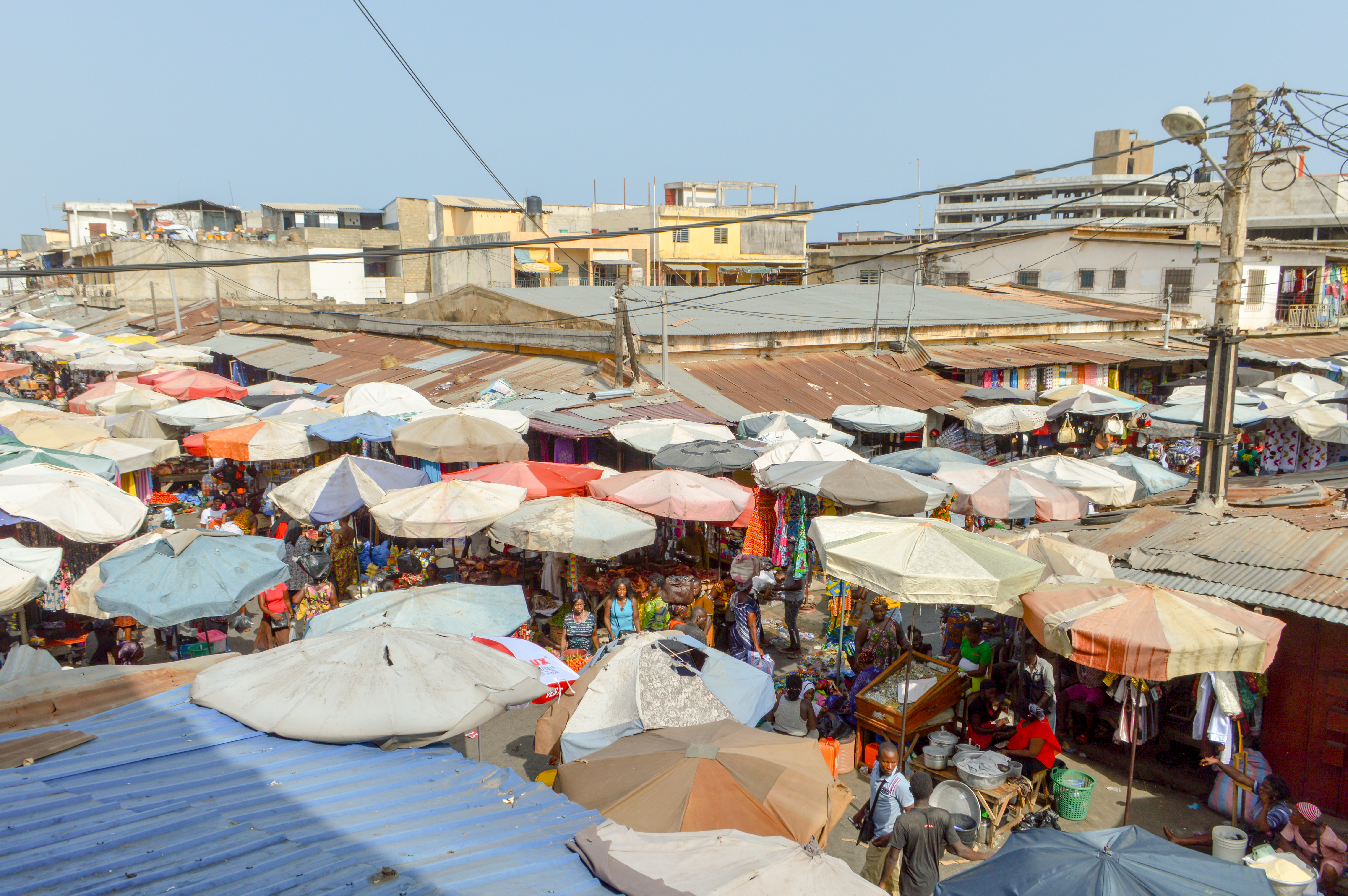
Tržiště v Lomé.

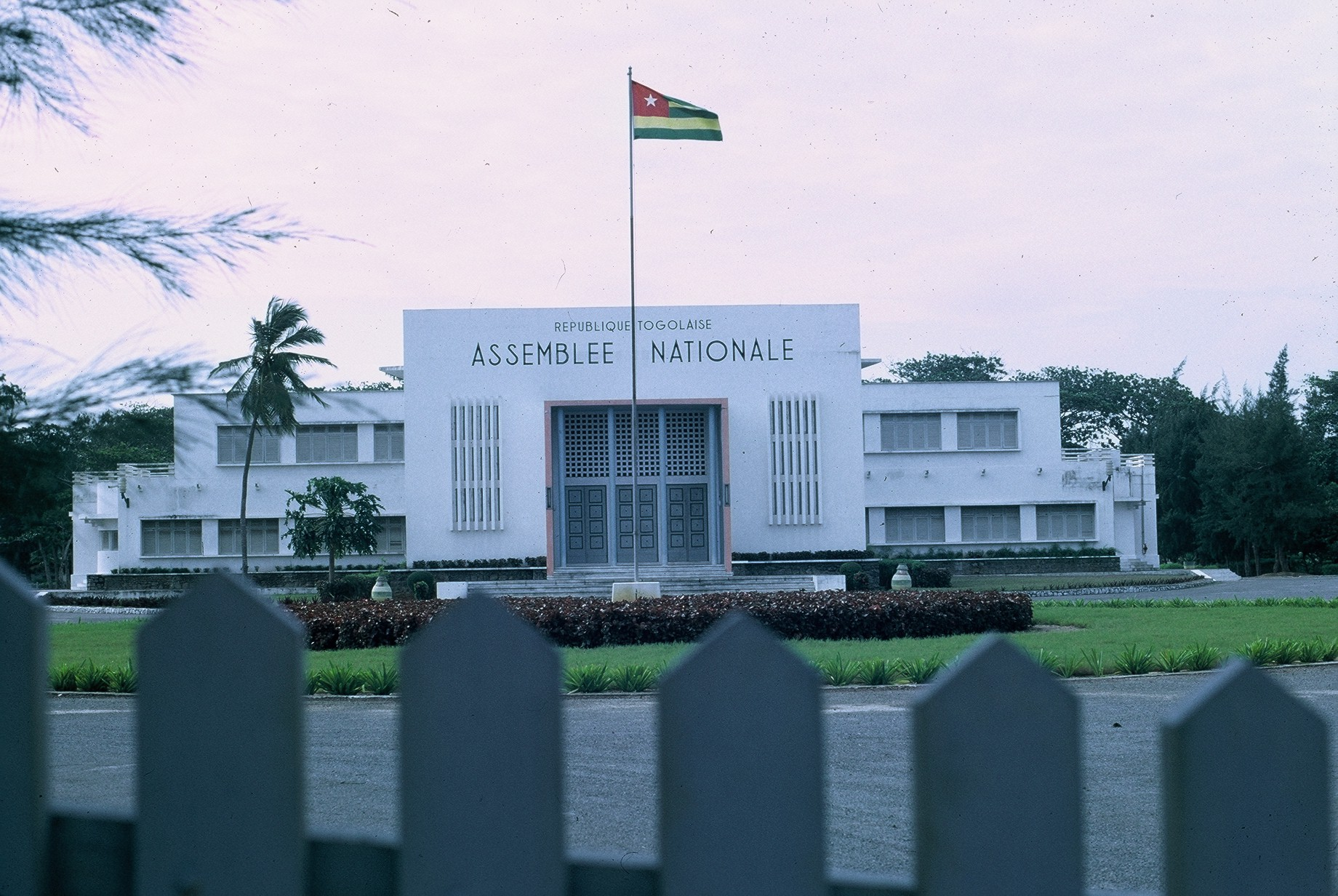
Budova Národního shromáždění.

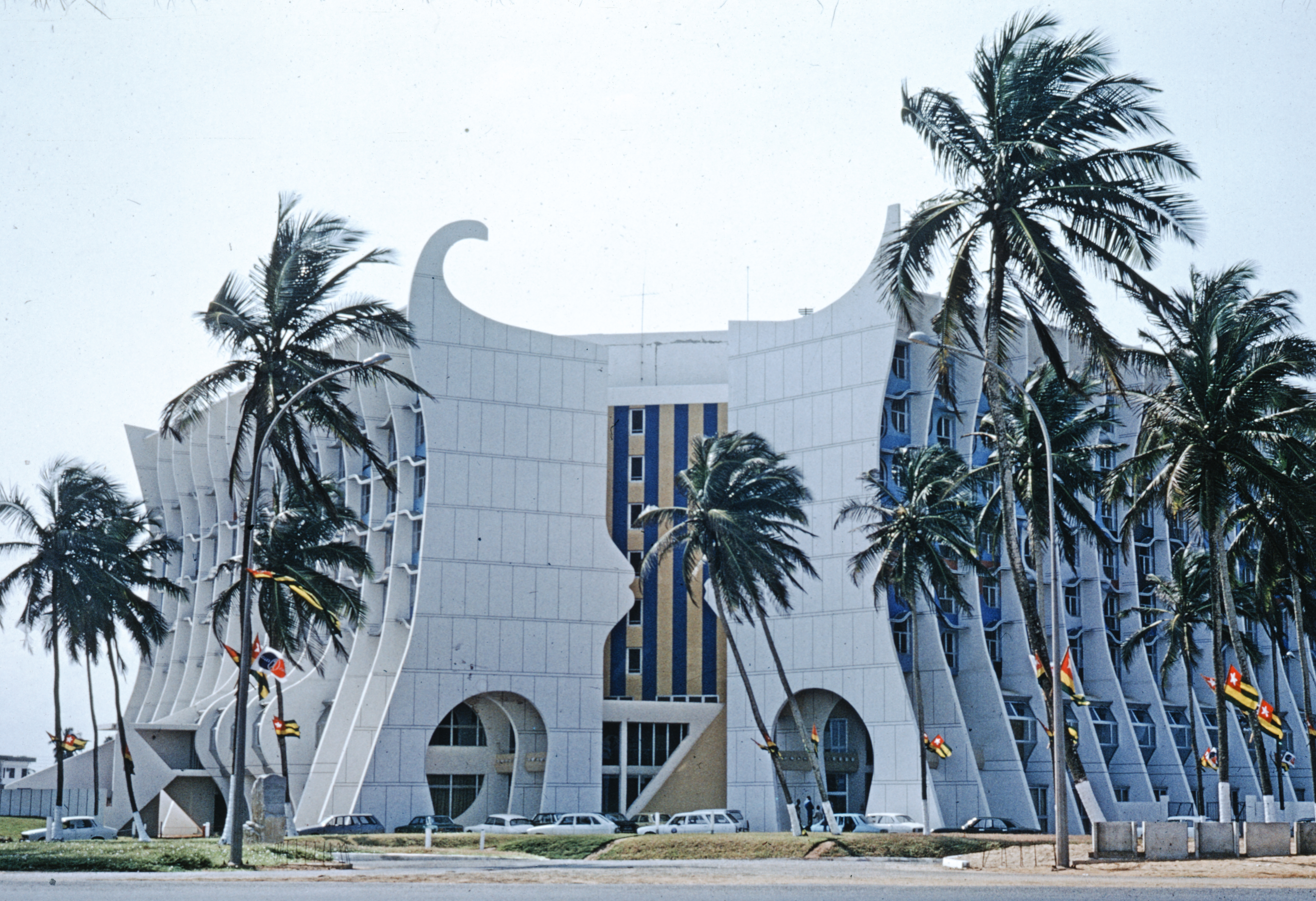
Hotel de la Paix.

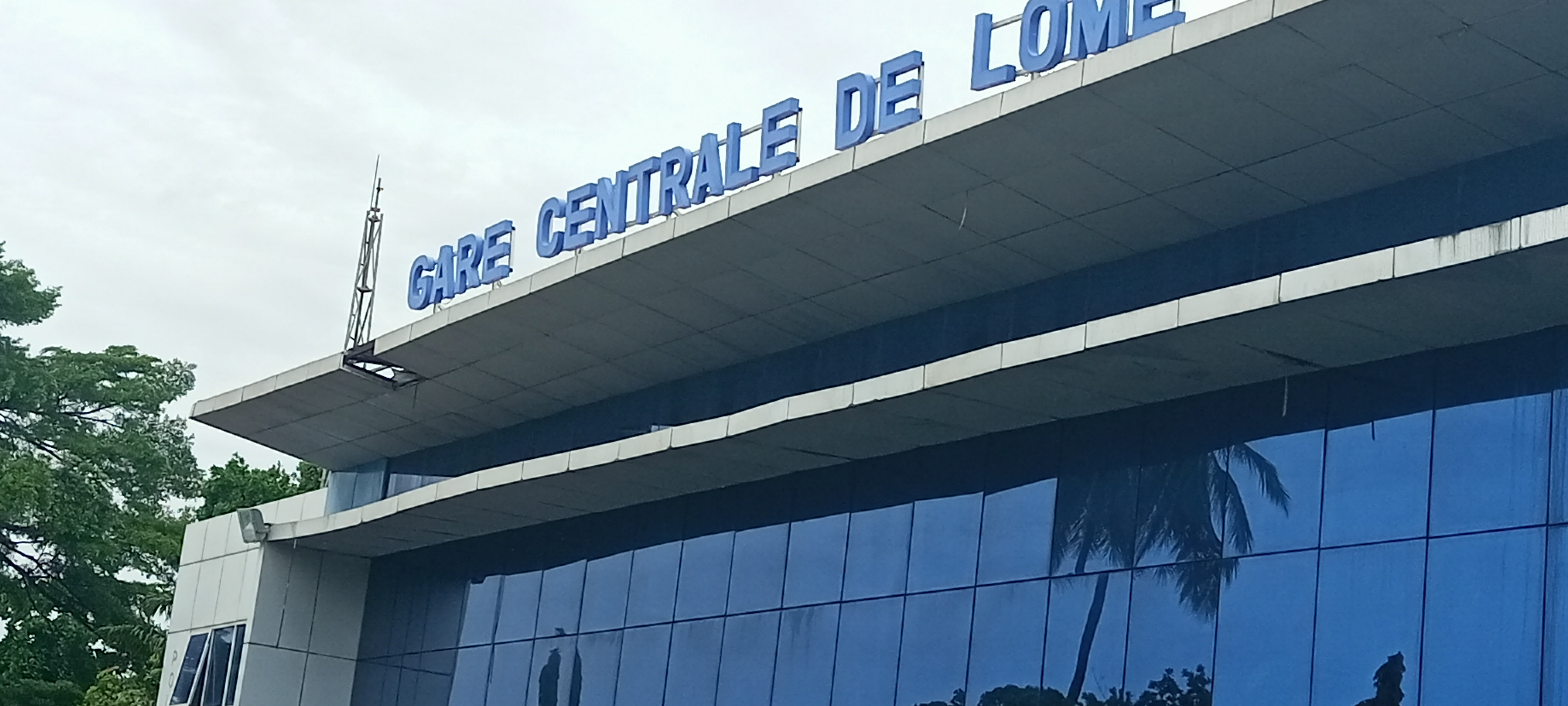
Hlavní nádraží.

### Zemědělství
V okolí města se pěstují bavlna a kakao, které se následně přes Lomé vyvážejí do celého světa.

### Průmysl
Významným prvkem místního průmyslu je ropná rafinerie. V roce 1968 byl otevřen přístav, na který navazuje i volná obchodní zóna. Přístav slouží i pro export ze sousedních zemí. V roce 1989 byla v Lomé zbudována loděnice.
V Lomé se vyrábí stavební materiály, včetně cementu od německé skupiny HeidelbergCement.
Vyváženy jsou hlavně suroviny nebo stavební materiály. Produkován je rovněž i palmový olej a fosfáty.

### Služby
Ve městě se nachází jen malé množství finančních institucí a obecně ekonomický význam služeb z hlediska formální ekonomiky není vysoký. Rozsáhlá je však ekonomika neformální; četné tržnice se nacházejí po celém městě. V centru Lomé stojí Velká tržnice, která má tři patra a kde je nejširší sortiment služeb. Její rekonstrukce probíhá od roku 2021.

### Turistika
V roce 2003 zemi navštívilo 57 539 návštěvníků, což představuje 1% nárůst oproti roku 2002. 22 % turistů pocházelo z Francie, 10 % z Burkiny Faso a 9 % z Beninu. Počet turistů je obecně nízký, přestože Lomé nabízí dlouhé písčité pláže na atlantickém pobřeží. Důvodem je však dlouhodobá politická nestabilita a složitá bezpečnostní situace.

### Věda a výzkum
V Lomé sídí Tožský institut pro humanitní vědy (francouzsky Institut togolais des sciences humaines).
Při Univerzitě v Lomé má za pomoci Turecka vzniknout výzkumný institut.

## Doprava

### Silniční doprava
Silniční síť města Lomé je orientována směrem do jeho historického centra, které představuje přibližně křižovatka ulic Avenue de la Liberation (třída Osvobození ) s nábřežní ulicí Boulevárd de la République (bulvár Republiky). Střed města odděluje od jeho zbytku polookružní čtyřproudá ulice Boulevard du 13. Janvier (Bulvár 13. ledna). Tato třída má středový pás a na hlavních kříženích jsou umístěny kruhové objezdy. Dále z města, např. směrem do zmíněného Tsévié, vedou čtyřproudé komunikace, nicméně křížení jsou úrovňová a nejedná se o moderní dálnice.

### Železniční doprava
Ze zmíněného přístavu existuje železniční spojení do středu města, kde se nachází hlavní nádraží. 

### Vodní doprava
Díky mezinárodnímu přístavu a silničnímu i železničnímu spojení se severnějšími oblastmi Toga přes Lomé prochází většina vyváženého zboží země. Přístav byl budován ve spolupráci se Západním Německem již po vzniku nezávislosti státu.

### Letecká doprava
Ve městě se rovněž nalézá mezinárodní letiště. Pojmenováno je po Gnassingbé-Eyademovi a leží 5 km severovýchodně od středu Lomé.

### Městská doprava
Městská doprava je v podstatě neexistující; obyvatelé jsou sváženi vozy taxislužby. Lidé cestují velmi často také na motocyklech.

## Společnost

### Školství
Místní univerzita (Univerzita v Lomé, dříve Beninská univerzita) je nezanedbatelnou součástí vzdělávacího systému Toga. Byla založena v roce 1946. Ve městě se také nachází Americká mezinárodní škola a Britská mezinárodní škola. Je zde také několik technických škol a školící středisko Panafrické nadace. Své zastoupení zde má i Goetheho institut.

### Sport
Ve městě působí fotbalový tým FC Lomé 1. V Správní čtvrti stojí hlavní fotbalový stadion.

## Životní prostředí

### Odpadové hospodářství
Stejně jako další africká města se i Lomé potýká s velkými výzvami z hlediska odpadového hospodářství. Svoz je dnes záležitostí, která spadá přímo pod státní agenturu.
Zásobování vodou není dostatečné pro celé rostoucí město. Situaci se znaží zlepšit rozvojová pomoc, např. z Francie. Nedostatečná je také kanalizace i elektrické rozvody, mnohé vznikají bez jakékoliv systematizace. Okolo města začaly vznikat nové místní části, které byly vyprojektovány a které nabízejí kvalitnější bydlení, než neformálně budované čtvrti a sídelní kaše, nebo rovnou slumy, obklopující Lomé již po desítky let.

### Znečištění
Problematickou otázkou je místní znečištění ovzduší.

## Kultura

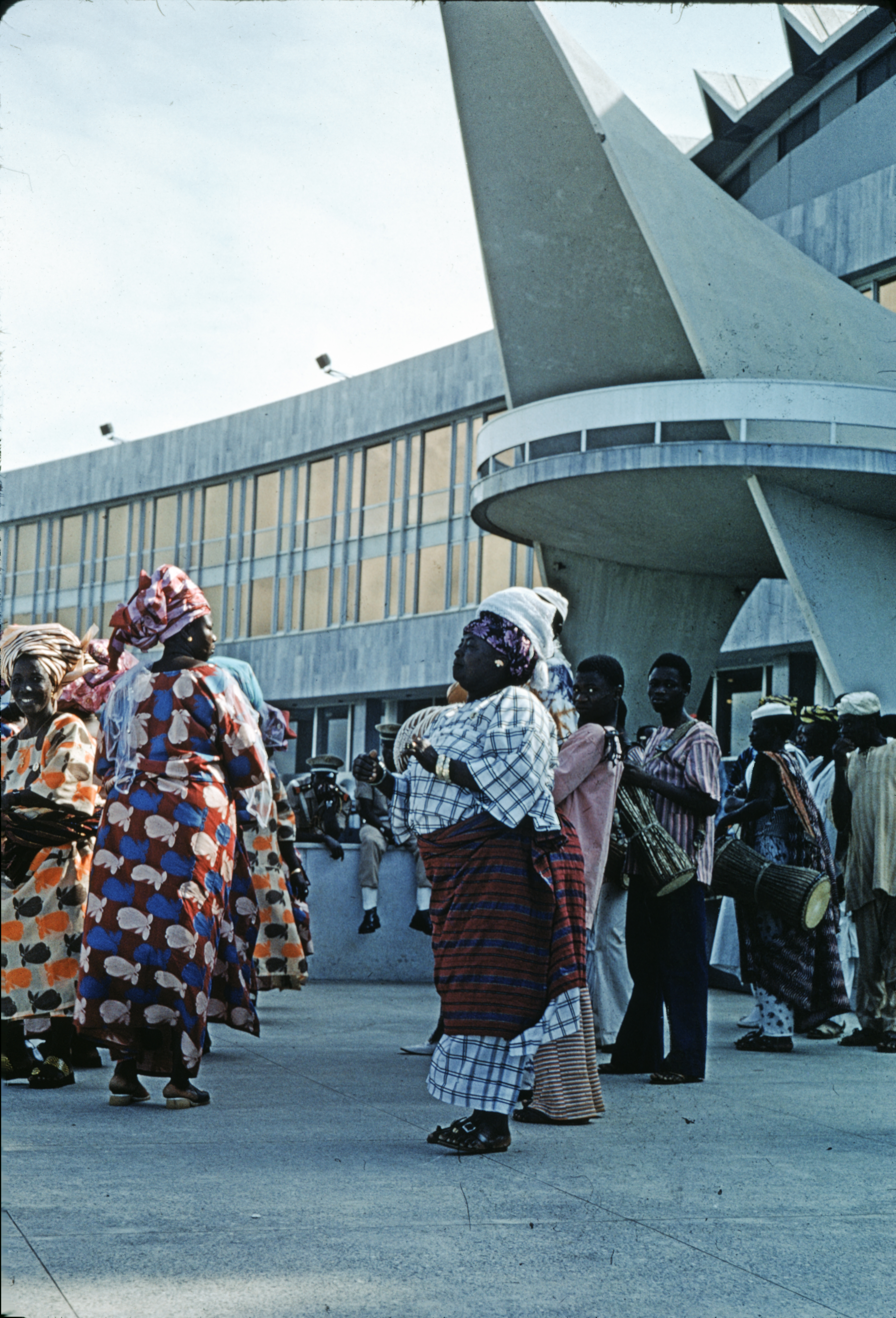
Kongresové centrum v Lomé, ve své době jedno z největších na světě.

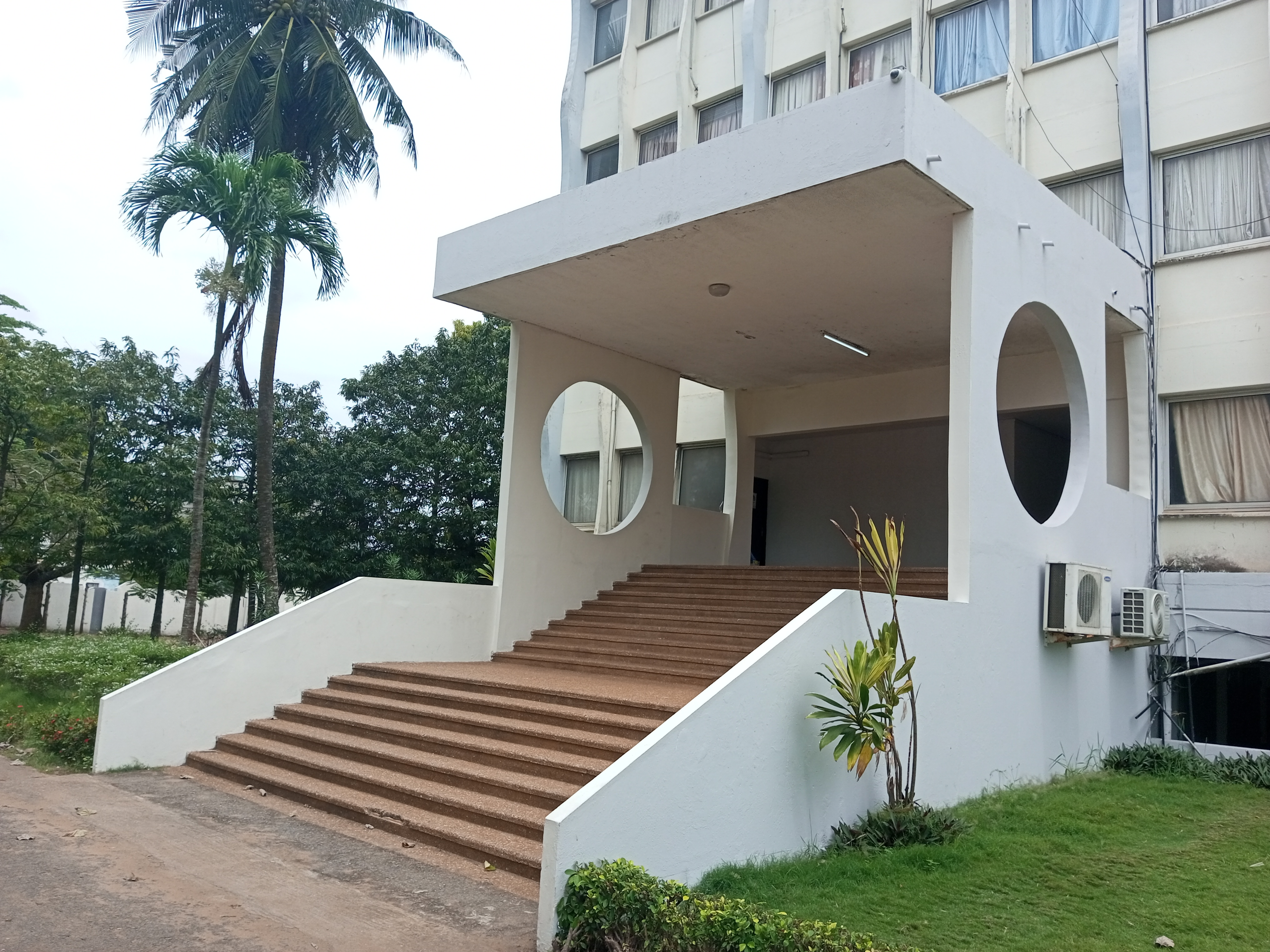
Budova hlavní pošty.

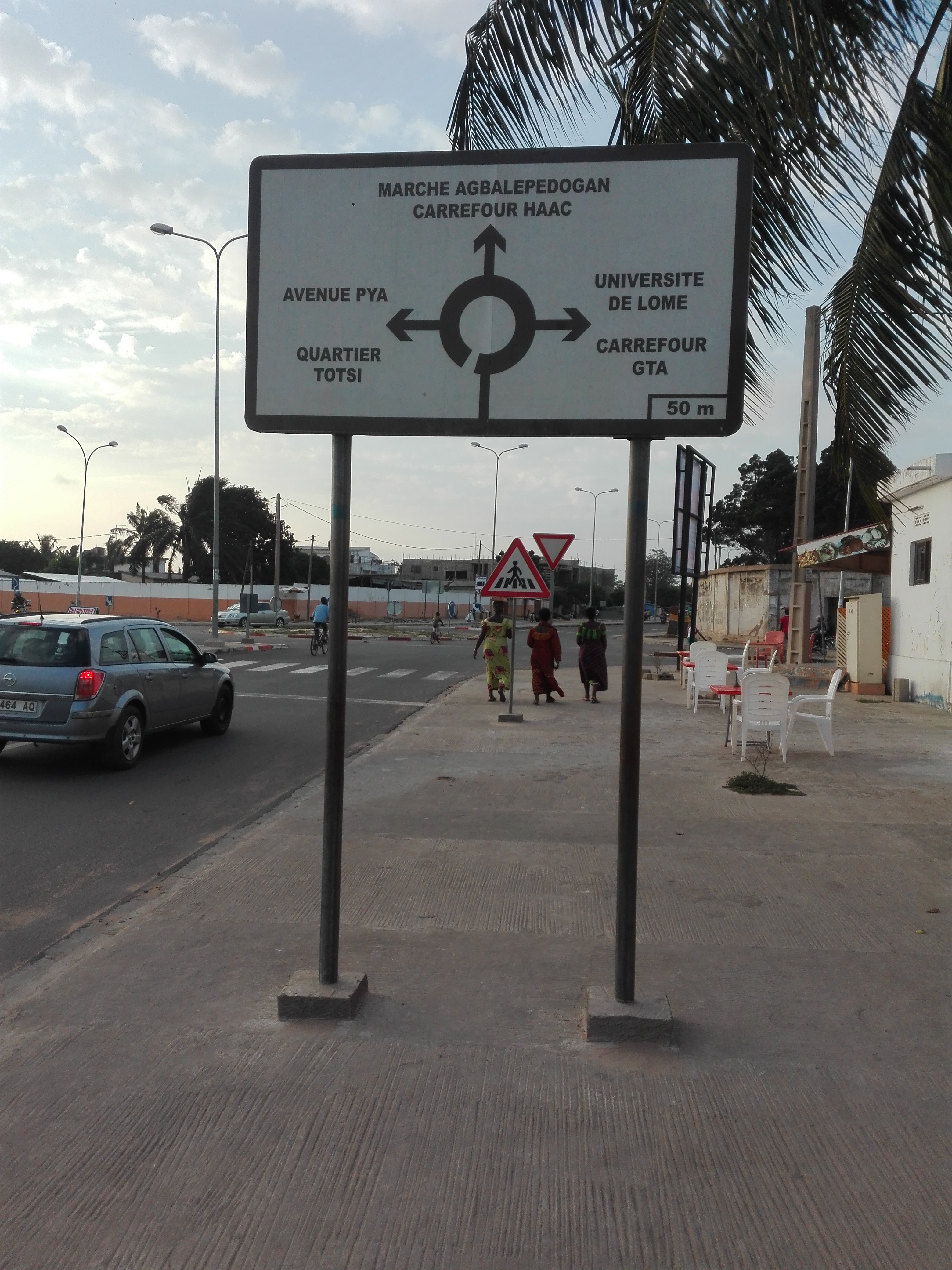
Kruhový objezd na dopravní značce v Lomé.

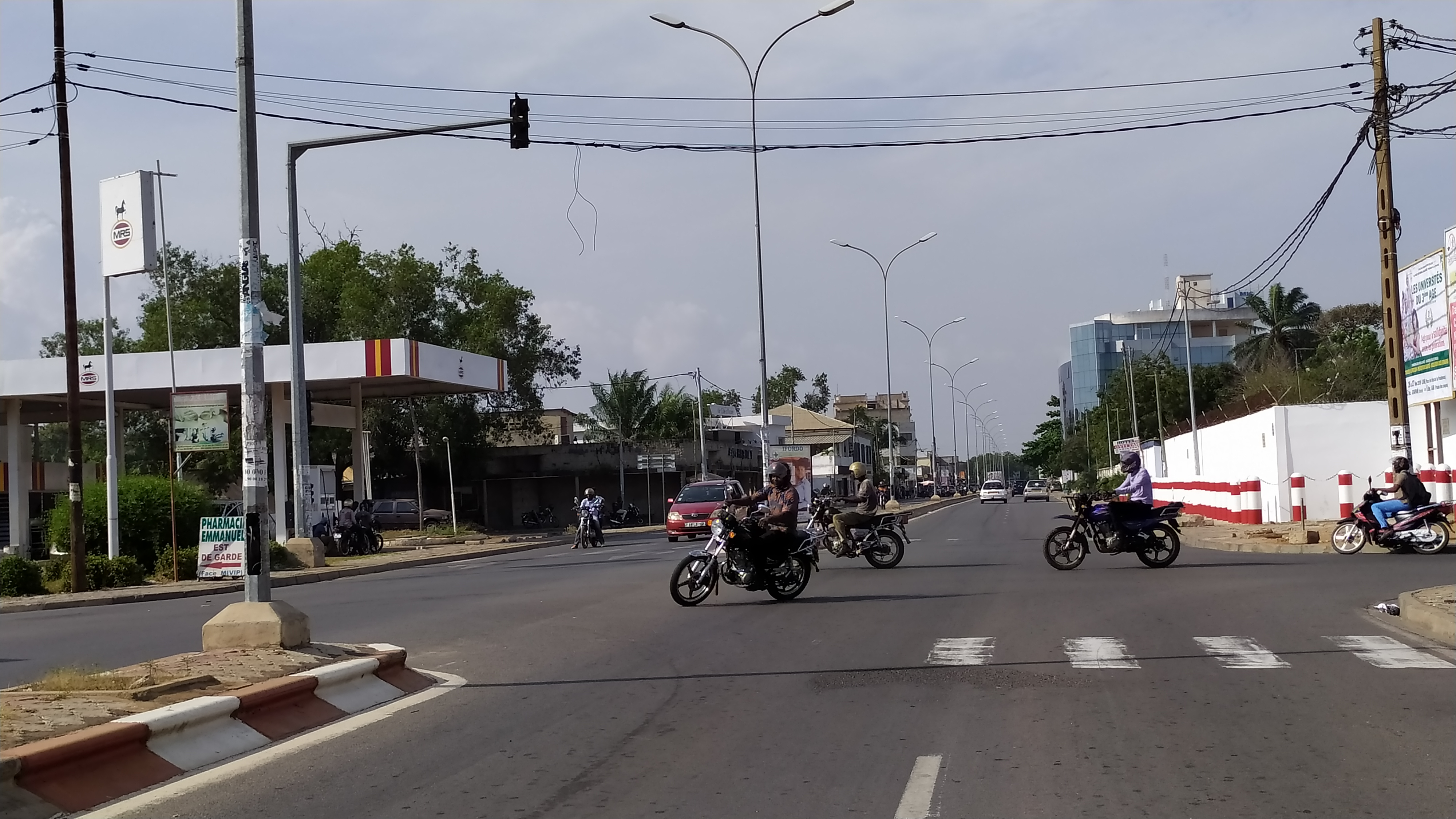
Ulice v Lomé.

### Kulturní instituce

#### Muzea
V Lomé sídlí především Národní muzeum Toga, které má expozice, týkající se života původního obyvatelstva, příchodu kolonizátorů a konfliktu mezi oběma skupinami. Mimo to je v Lomé ještě Národní knihovna a Mezinárodní muzeum Guinéského zálivu. Na nábřeží stojí také Mezinárodní muzeum afrického umění (francouzsky Musée international d'art d'afrique).

#### Divadla
Lomé má vlastní Národní divadlo. Ve městě působí rovněž divadelní soubor Kadam-Kadam.

#### Kulturní památky a pamětihodnosti města
- Hotel de la Paix
- Palais de Lomé (obnoven v roce 2019).[28] Dnes zde sídlí muzeum.
- Katedrála Nejsvětějšího srdce Ježíšova, vybudovaná na přelomu 19. a 20. století v novogotickém architektonickém stylu během německé koloniální vlády.
- Justiční palác při mořském pobřeží a budovách velvyslanectví.

Nachází se zde také mnoho moderních staveb, jako je sídlo Centrální banky západoafrických států (BCEAO), Západoafrické rozvojové banky (BOAD), Togské banky pro obchod a průmysl (BTCI), reprezentativní budova Hospodářského společenství západoafrických států (ECOWAS). Symbolem města bývají i některé větší hotelové budovy, jako je již zmíněný Hotel de la Paix, Mercure Sarakawa, Palm Beach nebo slavný Hotel du 2. Février s výškou 102 metrů. Ve stylu moderní architektury bylo postaveno také místní kongersové centrum (též Dům lidu francouzsky Maison du peuple ). Nezávislost na Francii připomíná památník, který byl zbudován z betonu, a který stojí ve Správní čtvrti (francouzsky Quartier Administratif).

## Osobnosti
- Siru Pedro Olympio (1898-1969), diplomat a lékař
- Alex Funke (1914–2003), německý protestantský pastor
- Nicéphore Dieudonné Soglo (narozený 1934), politik
- Adolf Winkler (* 1939), jazzový hudebník
- Christiane Ekué (* 1954), spisovatelka a nakladatelka
- Améleté Abalo (1962-2010), fotbalista a trenér
- Bachirou Salou (* 1970), fotbalista
- Koffi Comar (* 1973), současný umělec
- Yao Schäfer-Tsahe (* 1973), německý basketbalista
- Tadjou Salou (1974-2007), fotbalista
- Jean-Paul Abalo Yaovi (* 1975), fotbalista
- Kossi Agassa (* 1978), fotbalový brankář
- Yao Aziawonou (* 1979), fotbalista
- Daré Nibombé (* 1980), fotbalista
- Ousseni Labo (* 1982), fotbalista
- Moustapha Salifou (* 1983), fotbalista
- Emmanuel Adebayor (* 1984), fotbalista
- Abdoulaye Ibrahim (* 1986), fotbalista
- Amaru Reto Schenkel (* 1988), švýcarský sportovec
- Gale Agbossoumonde (* 1991), tožsko-americká fotbalistka
- Peniel Mlapa (* 1991), německý fotbalista
- Kodjovi Koussou (* 1992), německo-tožský fotbalista
- Kwame Mawuena (* 1992), fotbalista
- Davide-Christelle Sanvee (* 1993), výtvarník
- Mathilde-Amivi Petitjean (* 1994), běžkyně na lyžích
- Hilary Kpatcha (* 1998), francouzská atletka
- Kévin Denkey (* 2000), fotbalista
- Joe-Loïc Affamah (* 2002), francouzsko-tožský fotbalista

## Partnerská města
- Duisburg, Německo
- Šen-čen, Čína
- Tchaj-pej, Tchaj-wan
- Bay City, Michigan, USA